# Rimantas Astrauskas
Rimantas Astrauskas (* 16. März 1955 in Panevėžys) ist ein litauischer Politiker.

## Leben
Nach dem Abitur absolvierte er 1978 das Diplomstudium an der Vilniaus universitetas und arbeitete er von 1978 bis 1990 bei Fizikos institutas als Physik-Ingenieur.
Ab 1988 war er Mitglied der litauischen Grünen-Bewegung. 1990 war er Mitgründer der litauischen Grünen-Partei. Von 1993 bis 1995 war er Parteivorsitzende. Von 1990 bis 1992 war er Deputat im Seimas.
2006 war er Mitgründer von Nacionalinė vandens, elektros ir šilumos vartotojų gynimo lyga (Verbraucherschutzverband).